# Jesper Tydén
Jesper Tydén (* 9. August 1975 in Stockholm) ist ein schwedischer Musical-Darsteller, Sänger und Songwriter.

## Biografie
Schon während seines Gesangsstudiums am königlichen Musikkonservatorium wurde Tydén an der Stockholmer Volksoper, dem Eric Ericssons Kammerchor sowie dem Schwedischen Rundfunkchor engagiert. Er absolvierte seine Musicalausbildung an der Theater- und Opernhochschule in Göteborg. 2008 beendete er ein weiteres Studium als Lehrer für das Fach Musik. Neben seinen Engagements in Musicals trat Jesper Tydén in vielen Konzerten als Solist auf und präsentiert sich auch mit einem Soloprogramm. Im Mai 2005 veröffentlichte er seine erste Doppel-Single Let it ride & How could I. 2006 gründete er zusammen mit Henrik Westerberg die schwedische Band „The Drunken Sailors“.

## Musicals
| Musical                                  | Stadt                     | Rolle                           | Jahr        |
| Der Glöckner von Notre Dame              | Berlin (D)                | Hauptmann Phoebus               | 2000        |
| Elisabeth                                | Essen (D)                 | Erzherzog Rudolf/Cover "Tod"    | 2001/2002   |
| Miss Saigon                              | St. Gallen (Ch)           | Chris                           | 2003/04     |
| West Side Story                          | Bregenz (A)               | Tony                            | 2003/04     |
| Elisabeth                                | Wien (A)                  | Erzherzog Rudolf                | 2003/04     |
| Jesus Christ Superstar                   | Tour (D)                  | Jesus                           | 2004        |
| Dracula                                  | St. Gallen (Ch)           | Jonathan Harker                 | 2005        |
| Robin Hood – Für Liebe und Gerechtigkeit | Bremen/München (D)        | Robin von Locksley - Robin Hood | 2005/2006   |
| Les Misérables                           | St. Gallen (Ch)           | Marius                          | 2006/2007   |
| Dracula                                  | Graz (A)                  | Jonathan Harker                 | Sommer 2007 |
| Les Misérables                           | Graz (A)                  | Marius                          | 2007/08     |
| Tutanchamun                              | Gutenstein (Wien) (A)     | Tutanchamun                     | Sommer 2008 |
| La Belle Bizarre du Moulin Rouge         | Tour (D,A,Ch)             | Armand                          | 2008/2009   |
| Les Misérables                           | Klagenfurt (A)            | Marius                          | 2009        |
| Sweeney Todd                             | Klagenfurt (A)            | Toby                            | 2009/2010   |
| Tutanchamun                              | Kairo (Et)                | Tutanchamun                     | Herbst 2010 |
| Aida                                     | Ettlingen (D)             | Radames                         | 2012        |
| Der Mann von La Mancha                   | Theater am Gärntner Platz | Padre                           | 2013        |